# Barraca del camí del Corral del Fortuny XV
La Barraca del camí del Corral del Fortuny XV és una obra del Pla de Santa Maria (Alt Camp) inclosa a l'Inventari del Patrimoni Arquitectònic de Catalunya.

## Descripció
És una gran barraca composta i disposada en "L". Consta d'un cos principal amb dues estances interiors i un annex a la seva esquerra. En l'angle format pels dos cossos es pot observar un pedrís que servia de menjadora.
S'entra al cos principal mitjançant un portal amb arc dovellat. L'estança que s'hi troba és rectangular i mesura 4'63m de fondària i 1'80m d'amplada. La cambra està coberta amb dues falses cúpules, amb unes alçades màximes de 2'75m i 2'63m respectivament. Disposa d'una menjadora i diverses fornícules i cocons.
La segona estança és també força rectangular i mesura 3'60m de fondària i 2'15m d'amplada. També està coberta amb falsa cúpula fins a una alçada màxima de 2'43m. Disposa d'una menjadora, dos cocons i dues fornícules. El passadís d'entrada a aquesta estança està cobert amb arcades fins a una alçada de 2'34m.
L'annex, interiorment, és de planta circular amb un diàmetre de 1'84m. Està també cobert amb una falsa cúpula, amb una alçada màxima de 2'20m. Disposa de tres fornícules i un cocó. El portal d'entrada està capçat amb una llinda.
El conjunt disposa a la seva part posterior d'una escaleta per accedir a la coberta, que està acabada amb pedruscall.